# Малерба, Луиджи
Луиджи Малерба (итал. Luigi Malerba, настоящее имя — Луиджи Бонарди, 1927—2008) — итальянский писатель, участник неоавангардистской «Группы 63».

## Биография
Родился в провинции Парма в 1927 году. Получил степень в области права в Риме, после чего с начала 1950-х годов работал журналистом, сотрудничая со многими кинематографическими журналами. В 1954 году вместе с режиссёром Антонио Марки снял фильм «Женщины и солдаты»; в эти же годы написал ряд сценариев совместно с Альберто Моравиа и Чезаре Дзаваттини.
Первый сборник его рассказов «Открытие алфавита» был опубликован в 1963 году. Затем вышли романы «Змея», «Сальто-мортале», «Голубая планета», «Греческий огонь», «Итака навсегда», «Гранада-клуб». В этих произведениях проявились такие характерные черты творчества Малербы, как тяга к смелому эксперименту, к смешению стилей, к сочетанию приёмов фантастики, приключенческого, детективного, исторического романа.
В 1960-е годы Малерба стал активным участником литературной неоавангардистской «Группы 63» (куда входили Альберто Арбазино, Альфредо Джулиани, Джорджо Манганелли, Анджело Гульельми, Нанни Балестрини, Вальтер Педулла и Элио Пальярани).
Наряду с киносценариями, Малерба писал сценарии для телевидения. Совместно с Б. Проетти, Д. Д’Анца и Ф. Карпи в 1978 году написал сценарий телефильма «Мадам Бовари» по роману Г. Флобера для RAI, а также сценарии рекламных роликов для телепрограммы Carosello.
Луиджи Малерба умер в Риме в 2008 году.
В 2010 году учреждена премия Луиджи Малерба в области художественной литературы и кино, которой награждаются авторы книг и киносценариев в возрасте до 28 лет.

## Публикации

### Романы и очерки
- La scoperta dell’alfabeto (Bompiani, 1963)
- Il serpente (Bompiani, 1966)
- Salto mortale (Bompiani, 1968)
- Il protagonista (Bompiani, 1973)
- Le rose imperiali (Bompiani, 1974)
- Le parole abbandonate (Bompiani, 1977)
- Il pataffio (Bompiani, 1978)
- Dopo il pescecane (Bompiani, 1979)
- Diario di un sognatore (Einaudi, 1981)
- Cina Cina (Piero Manni, 1985)
- Il pianeta azzurro (Garzanti, 1986)
- Testa d’argento (Mondadori, 1988)
- Il fuoco greco (Mondadori, 1990)
- Le pietre volanti (Rizzoli, 1992)
- Il viaggiatore sedentario (Rizzoli, 1993)
- Le maschere (Mondadori, 1994)
- Che vergogna scrivere (1996)
- Avventure (Il Mulino, 1997)
- Interviste impossibili (Piero Manni, 1997)
- Itaca per sempre (Mondadori, 1997)
- La superficie di Eliane (Mondadori, 1999)
- Proverbi italiani (Istituto poligrafico dello Stato, 1999)
- Città e dintorni (Mondadori, 2001)
- La composizione del sogno (Einaudi, 2002)
- Il circolo di Granada (Mondadori, 2002)
- Le lettere di Ottavia (Archinto, 2004)
- Ti saluto filosofia (Mondadori, 2004)
- Fantasmi romani (Mondadori, 2006)
- Il sogno di Epicuro (Manni, 2008)
- Parole al vento (Manni, 2008)
- Diario delle delusioni (Mondadori, 2009)
- Raccomandata Espresso (Edizioni dell’Elefante, 2009)

### Произведения для детей
- Millemosche mercenario (Bompiani, 1969), в соавторстве с Тонино Гуэрра
- Millemosche senza cavallo (Bompiani, 1969), в соавторстве с Тонино Гуэрра
- Storie dell’anno Mille (Bompiani, 1970), в соавторстве с Тонино Гуэрра
- Millemosche fuco e fiamme (Bompiani, 1969), в соавторстве с Тонино Гуэрра
- Millemosche innamorato (Bompiani, 1971), в соавторстве с Тонино Гуэрра
- Millemosche e il leone (Bompiani, 1973), в соавторстве с Тонино Гуэрра
- Millemosche e la fine del mondo (Bompiani, 1973), в соавторстве с Тонино Гуэрра
- Millemosche alla ventura (Bompiani, 1969), в соавторстве с Тонино Гуэрра
- Mozziconi (Einaudi, 1975)
- Pinocchio con gli stivali (Cooperativa Scrittori, 1977, poi Monte Università Parma, 2004)
- Storiette (1978)
- Le galline pensierose (1980)
- Storiette tascabili (1984)

### Пьесы
- I cani di Gerusalemme (1988) (в соавторстве с Фабио Карпи).

## Издания на русском языке
- Римские призраки. — М., Иностранка, 2008
- Змея. — М., Махаон, 2003
- Греческий огонь. Змея. — М., Новости, 1992
- Истории тысячного года. — М., Детская литература, 1981 (в соавторстве с Тонино Гуэрра)
- Моццикони. — М., Детская литература, 1978

## Награды и премии
- Премия Медичи за лучшее зарубежное произведение (1970)
- Национальная литературная премия Пизы[итал.] (1981)
- Премия Виареджо (1992)
- Премия Пальми[итал.] за прозаическое произведение (1995)
- Литературная премия Пьеро Кьяра[итал.] (2005).